# Novo formalismo

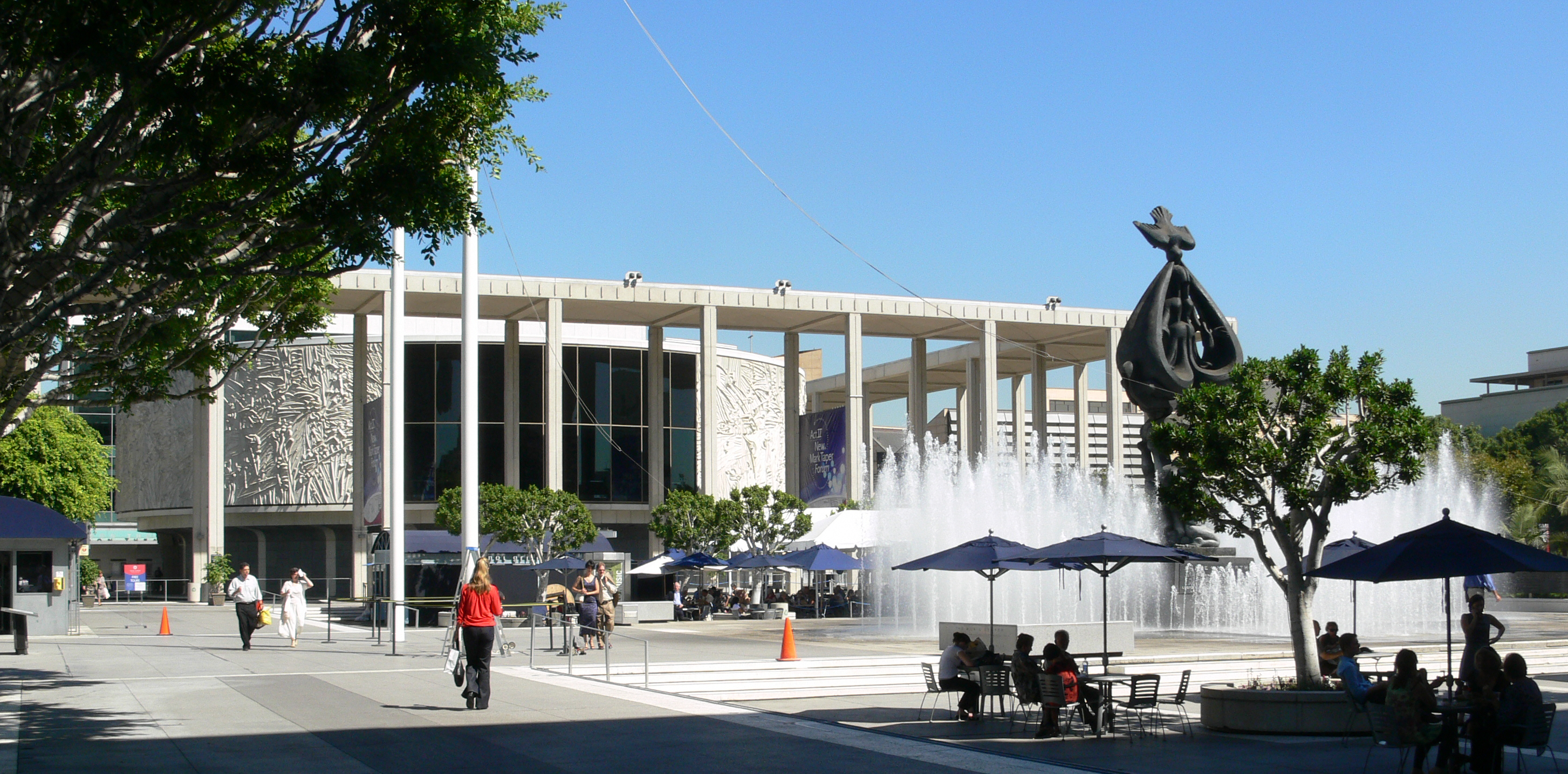
Mark Taper Forum, Los Angeles, projetado por Welton Becket e seus associados (1967)

Novo Formalismo (em inglês: New Formalism) é um estilo arquitetônico que floresceu nos Estados Unidos a partir dos anos 1950, alcançando seu auge nas duas décadas seguintes e abrindo caminho para os novos movimentos tradicionais. Os prédios desenhados nesta estética exibem muitos elementos clássicos incluindo "elevações estritamente simétricas", proporção e escala nas elevações, colunas de teor clássico, entablamentos e colunatas altamente estilizadas etc. 
O estilo foi bastante usado em prédios culturais, cívicos e institucionais de alto nível. Eles eram "tipicamente construídos usando materiais nobres, como mármore, granito e compostos sintéticos que imitassem sua qualidade, além de incorporarem certas qualidades inatas ao concreto para a criação de formas distintas – cascas de guarda-chuva, placas de waffle e placas dobradas." A embaixada americana de Nova Déli (1954), a qual mescla a arquitetura indiana com elementos da arquitetura moderna ocidental, é considerada o começo da arquitetura do Novo Formalismo.
Recursos comuns desse movimento incluem:
- Uso de materiais tradicionalmente refinados, como mármore travertino, granito e/ou materiais sintéticos que os imitem.
- Prédios comumente situados sobre pódios (pedestais).
- Seus prédios são desenhados de modo que sejam monumentais.
- Adotam precedentes clássicos, como arcos, colunatas, arcadas, colunas aparentadas às suas correspondentes clássicas e entablamentos.
- Superfícies lisas e claras.
- Delicadeza nos detalhes.
- Paisagismo formal: Uso de espelhos d'água, fontes e esculturas decorando praças centrais.[2]

## Arquitetos notáveis do movimento
- Welton Becket
- Philip Johnson
- Edward Durell Stone
- Minoru Yamasaki
- Keith W. Wilcox

## Exemplos notáveis

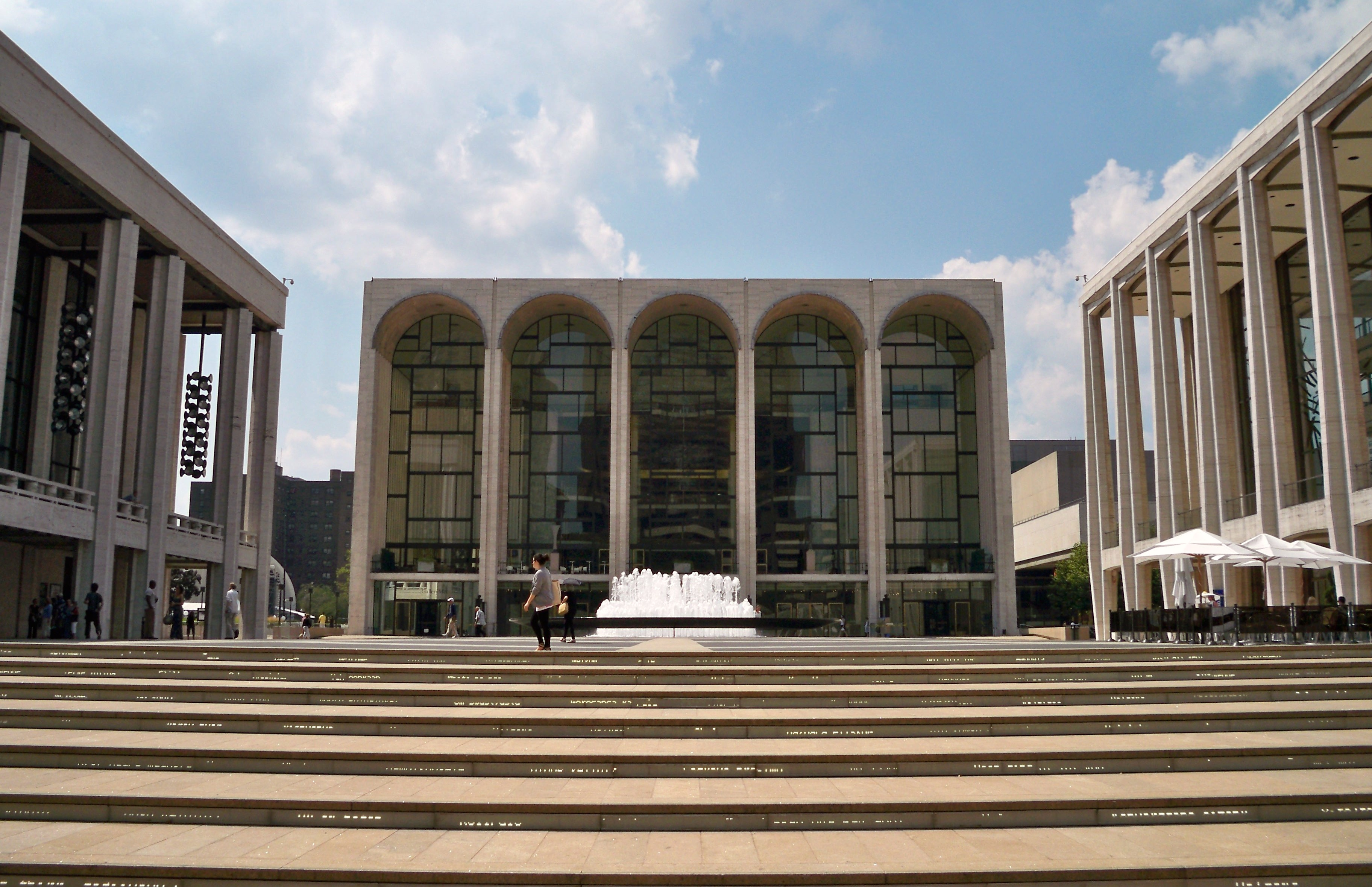
Lincoln Center for the Performing Arts.

- McGregor Memorial Conference Center (1958).
- Centro de Ciência do Pacífico (1962).
- Uptown Campus, University at Albany, SUNY (1964).
- 2 Columbus Circle (1964).
- Dorothy Chandler Pavilion (1964).
- Ahmanson Theater (1967).
- United States Confluence Theater - now John H. Wood Federal Courthouse (1968).
- The Forum (1967).
- Lincoln Center for the Performing Arts (1955/69).
- Wilshire Colonnade (1970).
- John F. Kennedy Center for the Performing Arts (1971).
- World Trade Center (1973–2001)